# Galassia nana a spirale
Una galassia nana a spirale, o anche galassia nana spirale,  è la versione nana di una galassia a spirale. Le galassie nane sono caratterizzate da una bassa luminosità, un piccolo diametro (meno di 5 kpc), bassa luminosità superficiale e scarsità di idrogeno molecolare. Queste galassie possono essere considerate una sottoclasse delle galassie a bassa luminosità superficiale.
Le galassie nane spirali, in particolare le controparti nane delle galassie spirali di tipo Sa-Sc, sono molto rare; al contrario, le galassie irregolari nane e le versioni nane delle galassie di tipo Sm (considerate in termini di morfologia tra le galassie spirali e le irregolari, come la Grande Nube di Magellano), sono molto comuni.

## Distribuzione
Gran parte delle galassie spirali nane sono distribuite al di fuori degli ammassi di galassie; si crede che le forti interazioni gravitazionali tra le galassie e le interazioni tra galassie ed il mezzo intergalattico degli ammassi possano distruggere il disco della gran parte delle galassie spirali nane. Non di meno, le galassie nane con una struttura simile a spirale sono state identificate nell'ammasso della Vergine e nell'ammasso della Chioma.